# كيم هنتر
كيم هنتر (بالإنجليزية: Kim Hunter)‏ (و. 1922 – 2002 م) هي ممثلة، وممثلة مسرحية، وممثلة تلفزيونية، من الولايات المتحدة الأمريكية، ولدت في ديترويت، ميشيغان، توفيت في مدينة نيويورك، عن عمر يناهز 80 عاماً بسبب نوبة قلبية.

## التعليم
تعلمت في رابطة طلاب الفن في نيويورك.

## جوائز وترشيحات
حصلت على جوائز منها:
- جائزة الأوسكار لأفضل ممثلة مساعدة، عن عمل: عربة اسمها الرغبة.

ترشحت لـ:
- جائزة الأوسكار لأفضل ممثلة مساعدة، عن عمل: عربة اسمها الرغبة.

## وصلات خارجية
- كيم هنتر على موقع IMDb (الإنجليزية)
- كيم هنتر على موقع الموسوعة البريطانية (الإنجليزية)
- كيم هنتر على موقع ألو سيني (الفرنسية)
- كيم هنتر على موقع ميوزك برينز (الإنجليزية)
- كيم هنتر على موقع تيرنر كلاسيك موفيز (الإنجليزية)
- كيم هنتر على موقع أول موفي (الإنجليزية)
- كيم هنتر على موقع قاعدة بيانات برودواي على الإنترنت (الإنجليزية)
- كيم هنتر على موقع قاعدة بيانات برودواي على الإنترنت (الإنجليزية)
- كيم هنتر على موقع قاعدة بيانات الأفلام السويدية (السويدية)
- كيم هنتر على موقع إن إن دي بي (الإنجليزية)